# Richton Park
Richton Park è un comune degli Stati Uniti d'America, situato nell'Illinois, nella contea di Cook.